# Szafa grająca

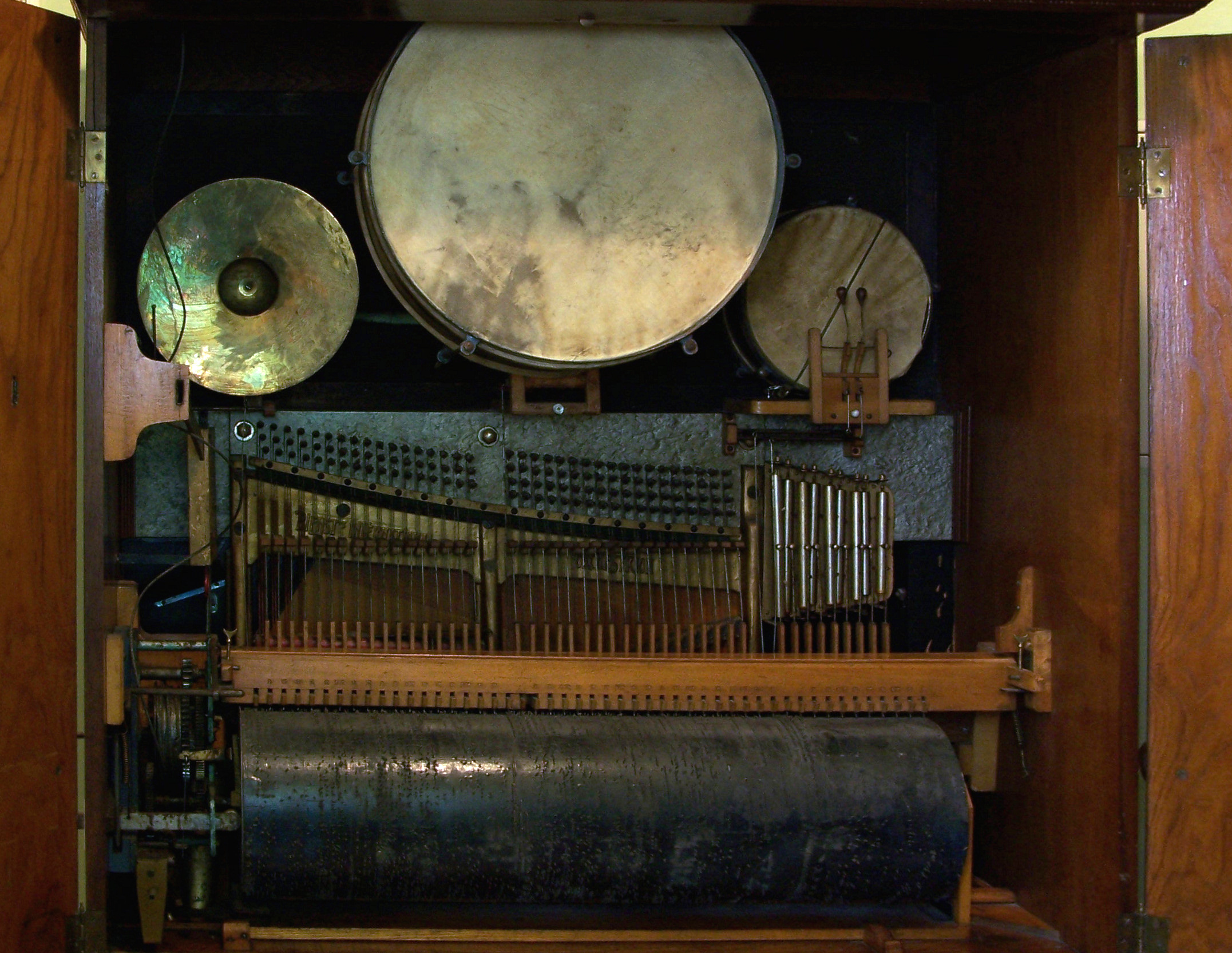
Mechanizm szafy grającej w Muzeum na Zamku Książąt Sułkowskich w Bielsku-Białej

Szafa grająca – automatyczne urządzenie do odtwarzania płyt gramofonowych zamknięte w dużej obudowie. Składa się z odtwarzacza i urządzenia wybierającego jedną płytę z zestawu. Uruchamiany przez wrzucenie monety. Używany jest w lokalach rozrywkowych. W Polsce gramofonowe szafy  grające produkowała firma Fonica. Pierwsza szafa grająca została zaprezentowana 23 listopada 1889 roku w  Palais Royal Saloon w San Francisco.

## Szafa grająca MP3 (cyfrowa szafa grająca)
Automatyczne urządzenie do odtwarzania plików formatu MP3 (przekonwertowanych z płyt CD) zachowanych na dysku wewnętrznym szafy grającej. Szafa składa się z komputera klasy PC zabudowanego w obudowie z drewna lub tworzyw sztucznych. Starsze modele szaf grających MP3 zawierały wbudowany wewnętrznie system głośników wraz ze wzmacniaczem, obecnie odchodzi się od tego trendu i zaczęły powstawać małe szafy z głośnikami zewnętrznymi z możliwością podłączenia nagłośnienia lokalu, w którym się szafa znajduje. Wrzucenie monet o odpowiednim nominale udostępnia określoną liczbę kredytów. Najczęściej występującymi wrzutnikami w nowych szafach są elektroniczne wrzutniki NRI oraz c120 (coin controls).